# Fernand Dansereau
Pour les articles homonymes, voir Dansereau.
Fernand Dansereau est un réalisateur, producteur, scénariste, monteur et directeur de la photographie québécois né le 5 avril 1928 à Montréal.
Il est le frère du producteur et réalisateur Jean Dansereau, le cousin de l'écologiste Pierre Dansereau et le père du réalisateur Bernard Dansereau.

## Biographie
Il étudie au Collège Saint-Charles-Garnier de Québec, puis au Collège de Lévis et, enfin, à Montréal aux collèges Sainte-Croix et Sainte-Marie. En 1950, après avoir complété son cours classique, il devient journaliste à La Tribune puis au Devoir, où il est chargé des questions de relations de travail et où il est congédié pour avoir refusé de franchir la ligne de piquetage pendant la grève des typographes.

### Débuts à l'Office national du film du Canada
À l'invitation de Pierre Juneau, Fernand Dansereau entre à l'Office national du film du Canada en 1955. Il y exerce tour à tour les diverses fonctions du cinéma : animateur à l'écran, scénariste, réalisateur, producteur et finalement responsable de la production française.
C'est d'abord à titre de scénariste qu'il se fait remarquer, signant d'abord pour le réalisateur Bernard Devlin la fiction didactique Alfred J..., dans laquelle Dansereau met à profit sa connaissance du milieu du travail pour raconter de manière précise le processus de syndicalisation dans une usine. En 1958, il signe le scénario du long métrage Les mains nettes, réalisé par Claude Jutra, nouvelle incursion dans le milieu du travail.
Ses premières réalisations (Pays neuf; Le maître du Pérou) n'attirent guère l'attention de la critique. C'est toutefois à titre de producteur qu'il se distingue, puisqu'il participe à plusieurs œuvres marquantes de l'âge d'or du cinéma direct: Golden Gloves de Gilles Groulx, Bûcherons de la Manouane d'Arthur Lamothe, Pour la suite du monde de Michel Brault et Pierre Perrault, etc.
En 1965, il termine un premier long métrage historique, Le festin des morts, inspiré des Relations des Jésuites. Le film est accueilli avec sévérité par la critique malgré d'évidentes qualités. L'échec du Festin des morts mène Dansereau vers la porte de sortie de l'ONF. On lui offre alors de réaliser un court métrage avant de quitter l'organisme fédéral. Ce sera Ça n'est pas le temps des romans (1967), récit de l'introspection d'une mère de famille de 35 ans. Ironique, le cinéaste indique au générique qu'il s'agit d'un tiers de film.

### L'intervention sociale
Les récents déboires de Dansereau avec la direction de l'ONF ne l'empêchent toutefois pas d'accepter d'y réaliser un film de commande pour le Ministère fédéral du travail. Ce documentaire, tournée dans la ville de Saint-Jérôme, doit documenter les comportements «en période de changements socio-économiques accélérés». Le tournage de Saint-Jérôme contribue à la création du Groupe de recherches sociales de l'ONF, dont les principaux instigateurs sont, à part Dansereau, le producteur Robert Forget, les cinéastes Maurice Bulbulian et Michel Régnier, ainsi que la spécialiste du travail communautaire Hortense Roy. En proposant une analyse de l'impact des mutations économiques sur les ouvriers, Saint-Jérôme annonce le programme Société nouvelle de l'ONF, qui défendra une conception du cinéma comme facteur de transformation sociale. Terminé en 1968, Saint-Jérôme est accompagné de 27 courts métrages satellites.
Dansereau enchaîne avec Tout le temps, tout le temps, tout le temps...? (1969), aussi réalisé dans le cadre du Groupe de recherches sociales. Cette fois-ci, le cinéaste travaille avec treize citoyens de l'Est de Montréal qui sont à la fois les scénaristes et les interprètes d'une fiction créée collectivement. En 1970, avec Pierre Maheu et Michel Maletto, il est l'un des fondateurs de la société In-Média. C'est dans le cadre de cette dont les activités sont axées sur l'animation culturelle qu'il réalise Faut aller parmi le monde pour l'savoir, documentaire commandité par la Société Saint-Jean-Baptiste et la Société nationale des Québécois. En prenant pour matière les propos de citoyens issus des classes populaires, le film élabore un discours sur le nationalisme québécois.
En compagnie de Iolande Cadrin-Rossignol, Dansereau poursuit dans la voie de l'action populaire et de l'intervention sociale en coréalisant la série L'Amour quotidien, dont les scénarios sont le résultat d'une démarche de création collective. Sa quête d'un cinéma d'intervention sociale se poursuit avec Simple histoire d'amours (1973), projet élaboré avec des Acadiens de la région de Bathurst, au Nouveau-Brunswick, qu'il tourne sur support vidéo.
Toujours avec Cadrin-Rossignol et avec la collaboration de France Pilon et de Gaston Cousineau, il coréalise la série Un pays, un goût, une manière (1976-1977), qui aborde la culture populaire sous l'angle patrimonial. Ce travail de commande constitue toutefois une sorte d'intermède dans son parcours.
Le long métrage Thetford, au milieu de notre vie (1978), dont l'action présente une famille ouvrière de Thetford Mines, est écrit à la suite d'ateliers avec des comédiens amateurs et vient clore cette période dans la production du cinéaste. Dansereau qualifiera lui-même cette fiction sociale de «film maudit» et de «cul-de-sac». Doux aveux (1982), long métrage mettant en vedettes Marcel Sabourin et Hélène Loiselle, est toutefois une sorte d'épilogue à ce cycle, puisque le scénario est issu d'exercices d'écriture impliquant notamment Bernard Dansereau, Florence Bolté et Dominique Lévesque.

### La télévision
Au cours de la décennie 1980, Fernand Dansereau se consacre essentiellement à l'écriture pour la télévision. C'est d'abord le téléroman Le Parc des Braves (1984-1988) dans lequel il raconte la vie quotidienne d'une famille de la haute ville de Québec pendant la Deuxième Guerre mondiale, puisant dans ses souvenirs (en 1939 sa famille habitait rue des Braves, à Québec) pour traduire l'intensité dramatique de la période. Il adapte ensuite le premier tome de la saga historique d'Arlette Cousture, Les filles de Caleb (1990-1991). Réalisée par Jean Beaudin, cette série devient l'un des plus grands succès de l'histoire de la télévision québécoise. Toujours avec Beaudin à la réalisation et avec Marina Orsini comme interprète principale, Dansereau scénarise la série Shehaweh (1993), qui raconte l'histoire d'une jeune Autochtone arrachée à son peuple au XVIIe siècle. Il réalise dans cette foulée le documentaire L'Autre Côté de la lune (1994) qui présente cinq Autochtones appartenant à cinq nations dans la tension qu'ils vivent entre leur mode de vie traditionnel et la modernité. Le cinéaste participe ensuite à l'écriture de la série Caserne 24 (1998-2001) qui raconte la vie d'un groupe de pompiers.
Ces années d'écriture télévisuelles sont aussi des années d'engagement pour Dansereau qui préside l'Institut québécois du cinéma (1984-1985) et l'Institut National de l'Image et du Son (1990-1993).

### Retour à la réalisation
L'arrivée du XXIe siècle correspond à une nouvelle période dans la carrière de Fernand Dansereau. C'est d'abord le long métrage documentaire Quelques raisons d'espérer (2001), dans lequel il donne la parole à son cousin, l'écologiste Pierre Dansereau. Ce premier documentaire en inspire un autre, Les porteurs d'espoir (2010), tourné dans une classe de 6e année de McMasterville pendant toute une année scolaire.
Entre ces deux documentaires, le cinéaste tourne le long métrage La Brunante, où il aborde le thème de la maladie d'Alzheimer. La comédienne Monique Mercure y reprend, à 40 ans d'intervalle, le rôle qu'elle tenait dans Ça n'est pas le temps des romans. Ayant été produit après de longues batailles pour en assurer le financement, le film est en général bien reçu par la critique qui parle d'une mise en scène sobre et d'un récit émouvant
La décennie 2000 marque aussi le temps des honneurs pour le cinéaste qui reçoit le prix Albert-Tessier remis par le Gouvernement du Québec en 2005, le prix Hommage du Festival des films du monde de Montréal (FFM) en 2007 et le prix Jutra-hommage en 2009.

### La trilogie du vieil âge
En 2012, alors âgé de 84 ans, Dansereau termine un documentaire intitulé Le vieil âge et le rire. Le film, qui propose une réflexion sur la sagesse, la spiritualité et l'humour, remporte un succès estimable en salles et reçoit le prix du public lors des Rendez-vous du cinéma québécois. Le cinéaste enchaîne cinq ans plus tard avec L'érotisme et le vieil âge, où il aborde, avec le même succès, le sujet tabou de la sexualité chez les personnes âgées, donnant notamment la parole à son complice Jean Beaudin. En 2019, il termine cette trilogie en signant Le vieil âge et l'espérance, où il est question de la manière dont on peut encore appréhender la vie lorsque le corps et l'esprit déclinent. Encore une fois, Dansereau fait une place à Jean Beaudin, ici accompagné de trois autres camarades de cinéma : Denys Arcand, Jean-Claude Labrecque et Marcel Sabourin.
Le fonds d'archives de Fernand Dansereau est conservé au centre d'archives de Montréal de la Bibliothèque et Archives nationales du Québec.

## Filmographie sélective

### En tant que scénariste
- 1956 : Quartier Chinois (court métrage) de Bernard Devlin
- 1956 : Alfred J . (1re partie) : (moyen métrage) de Bernard Devlin
- 1956 : Les Suspects (court métrage) de lui-même
- 1957 : La communauté juive de Montréal (court métrage) de lui-même
- 1958 : Le Maître du Pérou (mini-série en 3 épisodes) de lui-même
- 1958 : Les Mains nettes de Claude Jutra
- 1959 : Pierre Beaulieu, agriculteur (court métrage) de lui-même
- 1959 : John Lyman, peintre (court métrage) de lui-même
- 1960 : Congrès (court métrage) de lui-même (également directeur de la photographie)
- 1961 : Les administrateurs (moyen métrage) de lui-même
- 1967 : Ça n'est pas le temps des romans (court métrage) de lui-même
- 1967 : Saint-Jérôme de lui-même
- 1969 : Tout le temps, tout le temps, tout le temps...? de lui-même
- 1970 : Jonquière (court métrage) de lui-même
- 1970 : Ski (court métrage) de lui-même
- 1971 : Faut aller parmi le monde pour le savoir de lui-même
- 1972 : Vivre entre les mots (long métrage inédit) de lui-même
- 1973 : Simple histoire d'amours (long métrage collectif)
- 1975 : L'Amour quotidien (série télévisée en 13 épisodes) de Iolande Rossignol et lui-même
- 1976-1977 : Un pays, un goût, une manière (série en 9 épisodes) de lui-même
- 1978 : Thetford au milieu de notre vie de Iolande Rossignol et lui-même (également monteur)
- 1982 : Les Doux aveux de lui-même
- 1984-1988 : Le Parc des braves (série télévisée en 126 épisodes) de Rolland Guay, Hélène Roberge, André Tousignant, René Verne et Michel Greco
- 1990-1991 : Les Filles de Caleb (série télévisée en  20 épisodes) de Jean Beaudin
- 1993 : Shehaweh (série télévisée en  5 épisodes) de Jean Beaudin
- 1995 : L'Autre Côté de la lune de lui-même
- 1998-2001 : Caserne 24 (série télévisée en  78 épisodes) de Jean Bourbonnais et François Côté
- 2001 : Quelques raisons d'espérer de lui-même
- 2007 : La Brunante de lui-même
- 2010 : Les porteurs d'espoir de lui-même
- 2012 : Le vieil âge et le rire de lui-même
- 2017 : L'érotisme et le vieil âge de lui-même
- 2019 : Le vieil âge et l'espérance de lui-même

### En tant que réalisateur
- 1956 : Les Suspects (court métrage)
- 1957 : La communauté juive de Montréal (court métrage)
- 1958 : Pays neuf (mini-série en 2 épisodes)
- 1958 : Le Maître du Pérou (mini-série en 3 épisodes)
- 1959 : Pierre Beaulieu, agriculteur (court métrage)
- 1959 : John Lyman, peintre (court métrage)
- 1959 : La canne à pêche (court métrage)
- 1960 : Congrès (court métrage) (également directeur de la photographie)
- 1961 : Les administrateurs (moyen métrage)
- 1965 : Astataïon ou Le festin des morts (également monteur)
- 1967 : Ça n'est pas le temps des romans
- 1967 : Saint-Jérôme
- 1969 : Tout le temps, tout le temps, tout le temps...?
- 1970 : Jonquière (court métrage)
- 1970 : Ski (court métrage)
- 1971 : Faut aller parmi le monde pour le savoir
- 1972 : Vivre entre les mots
- 1973 : Simple histoire d'amours
- 1975 : L'Amour quotidien (série télévisée en 13 épisodes), coréalisée avec  Iolande Rossignol
- 1976-1977 : Un pays, un goût, une manière (série télévisée)
- 1978 : Thetford au milieu de notre vie, coréalisé avec Iolande Rossignol (également monteur)
- 1982 : Les Doux aveux
- 1995 : L'Autre Côté de la lune
- 2001 : Quelques raisons d'espérer
- 2007 : La Brunante
- 2010 : Les porteurs d'espoir
- 2012 : Le vieil âge et le rire
- 2017 : L'érotisme et le vieil âge
- 2019 : Le vieil âge et l'espérance
- 2025 : À la lumière du soir

### En tant que producteur
- 1958-1959 : Temps présent (série télévisée d'une trentaine d'épisodes) de Claude Jutra, Pierre Patry, Réal Benoît et autres
- 1961 : Golden Gloves (court métrage) de Gilles Groulx
- 1961 : Les Dieux (moyen métrage) de Jacques Godbout
- 1962 : Jour après jour (moyen métrage) de Clément Perron
- 1962 : Québec-U.S.A. ou l'invasion pacifique (moyen métrage) de Michel Brault et Claude Jutra
- 1962 : Les Enfants du silence (moyen métrage) de Michel Brault
- 1962 : À Saint-Henri le cinq septembre (court métrage) de Hubert Aquin
- 1962 : Paul-Émile Borduas (1905-1960) (moyen métrage) de Jacques Godbout
- 1963 : Bûcherons de la Manouane d'Arthur Lamothe
- 1963 : Un air de famille (moyen métrage) de Gilles Carle
- 1963 : Voir Miami... (moyen métrage) de Gilles Groulx
- 1963 : La France revisité (moyen métrage) de Jean Le Moyne
- 1963 : Rose et Landry (moyen métrage) de Jean Rouch et Jacques Godbout
- 1963 : Rencontres à Mitzic (moyen métrage) de Marcel Carrière et Georges Dufaux
- 1963 : Petit discours de la méthode (moyen métrage) de Claude Jutra et Pierre Patry
- 1963 : De Montréal à Manicouagan (moyen métrage) de Arthur Lamothe
- 1963 : Pour la suite du monde de Pierre Perrault et Michel Brault
- 1963 : Terra Nova (moyen métrage) de Roger Blais
- 1964 : Champlain (moyen métrage) de Denys Arcand
- 1969 : L'opération lune (court métrage) de Pascal Gélinas
- 1972 : C'est pas l'argent qui manque (moyen métrage) de Robert Favreau
- 1974 : La question que je me pose (série télévisée en 13 épisodes) de Iolande Rossignol
- 1974 : Le Bras de levier et la Rivière (moyen métrage) de Michel Brault
- 1981 : C'est pas le pays des merveilles de Helen Doyle et Nicole Giguère

## Distinctions

### Récompenses
- Festival international du film de Vienne 1957 : Meilleur film pour Alfred J. de Bernard Devlin
- Festival International du Film de Monaco 1959 : Premier prix pour La canne à pêche[18]
- Gala des Splendeurs de Montréal 1960 : trophée Frignon pour Les mains nettes de Claude Jutra[19]
- Palmarès du film canadien 1964 : Meilleur film de l'année pour Pour la suite du monde de Pierre Perrault et Michel Brault [20]
- Palmarès du film canadien 1966 : Meilleur long métrage pour Astataïon ou Le festin des morts[21]
- Journées internationales du film de court-métrage de Tours 1968 : Meilleur film pour Ça n'est pas le temps des romans[22]
- Palmarès du film canadien 1977 : Prix John-Grierson pour son exceptionnelle contribution au cinéma canadien, en tant que metteur en scène et producteur[23]
- Prix Gémeaux 1986 : Meilleur texte pour une émission ou série dramatique pour Le Parc des braves[24]
- Prix Gémeaux 1991 : Meilleure texte pour une série dramatique pour Les Filles de Caleb[25]
- Festival international du cinéma francophone en Acadie 2007 : Meilleur long métrage de fiction canadien pour La Brunante
- 2003 – Prix Lumière pour l'ampleur de sa carrière de réalisateur, sa contribution au métier et son implication au sein de L’Association des Réalisateurs et Réalisatrices du Québec (ARRQ)[26]
- 2005 – Prix Albert-Tessier, dans la catégorie culturelle, remis par le Gouvernement du Québec[27]
- Festival des films du monde de Montréal 2007 : Prix Hommage pour souligner une carrière hors norme de plus d'un demi-siècle[28]
- Prix Jutra 2009 : Prix Jutra-Hommage pour honorer l'ensemble d'une œuvre pionnière au sein du cinéma québécois[29]
- Festival international du film d'éducation d'Évreux 2010 : Mention du Jury Jeunes pour Les porteurs d'espoir
- 2018 – Compagnon de l'Ordre des arts et des lettres du Québec, dans la catégorie cinéma et télévision[30]
- Festival international de cinéma et d’art de Percé 2019 : Prix Hommage pour le documentaire Le vieil âge et l'espérance[31]
- 2019 -  Membre de l'Ordre du Canada[32]
- 2021 -  Officier de l'Ordre national du Québec[33]

### Nominations et sélections
- Festival de Cannes 1963 : Sélection officielle pour Pour la suite du monde de Pierre Perrault et Michel Brault[34]
- Festival de Cannes 1971 : Sélection « Quinzaine des réalisateurs » pour Faut aller parmi le monde pour le savoir[35]
- Prix Génie 1983 : Meilleure chanson originale pour Doux aveux, co-écrite avec Réjean Marois[36]
- Prix Jutra 2008 : 
  - Meilleur film pour La Brunante
  - Meilleure réalisation pour Fernand Dansereau avec La Brunante[37]